# Maria Dziewulska
Maria Amelia Dziewulska (ur. 1 czerwca 1909 w Warszawie, zm. 18 kwietnia 2006 tamże) – polska kompozytorka, teoretyk muzyki i pedagog.

## Życiorys
W latach 1928–1933 studiowała teorię muzyki w Państwowym Konserwatorium Muzycznym w Warszawie pod kierunkiem Kazimierza Sikorskiego i Józefa Turczyńskiego. W latach 1936–1937 odbyła samodzielne studia z zakresu reżyserii muzycznej w BBC oraz w wytwórni płyt Decca w Londynie.
Od 1933 do 1939 pracowała w szkolnictwie muzycznym jako pedagog Wszechnicy Muzycznej i szkoły muzycznej dla dzieci. W latach 1945–1966 uczyła teorii muzyki w Państwowej Wyższej Szkole Muzycznej w Krakowie, pełniąc jednocześnie funkcję dziekana Wydziału Kompozycji, Teorii Muzyki i Dyrygentury w latach 1950–1961, zaś od 1961 do 1966 kierownika Katedry Kształcenia Słuchu. Po przeniesieniu się w 1966 do Warszawy podjęła pracę w Państwowej Wyższej Szkole Muzycznej, gdzie w 1967 uzyskała tytuł profesora. W warszawskiej uczelni prowadziła wykłady z kształcenia słuchu i kontrapunktu do 1981, od 1976 jako profesor emerytowany.
Jest laureatką konkursów kompozytorskich: w 1955 otrzymała II nagrodę za Kwartet smyczkowy nr 1 (1954) na Konkursie Związku Kompozytorów Polskich, w 1959 – I nagrodę za Missa in honorem S. Vincenti na chór mieszany (głosy męskie i chłopięce) z towarzyszeniem instrumentów dętych drewnianych lub organów (1958) na Konkursie księży Misjonarzy w Warszawie, w 1968 – wyróżnienie za Spotkania – Recontres na organy (1968) na konkursie zorganizowanym przez Szczecińskie Towarzystwo Muzyczne w Kamieniu Pomorskim. Ponadto została uhonorowana Nagrodą Prezesa Rady Ministrów za twórczość dla dzieci (1956), Krzyżem Kawalerskim Orderu Odrodzenia Polski (1964) oraz Nagrodą Ministra Kultury i Sztuki I i II stopnia (1965, 1971) za szczególne osiągnięcia w dziedzinie pracy dydaktyczno-wychowawczej i organizacji procesu wychowawczego.
Dziewulska jest autorką lub współautorką prac metodycznych z zakresu kształcenia słuchu: „Metodyka kształcenia słuchu” (PWM, Kraków 1948), „Materiały do kształcenia słuchu”, wspólnie z Aleksandrem Frączkiewiczem i Krystyną Palowską (PWM, Kraków 1963, 1980 – wyd. VI).
Była członkiem Związku Kompozytorów Polskich od 1952. Jej ojciec Stefan Dziewulski (1876-1941), był z wykształcenia prawnikiem i ekonomistą.

## Ważniejsze kompozycje
- Melodie ludowe na fortepian na 2 i 4 ręce (1948)
- Wyśli chłopcy, melodia ludowa kurpiowska na chór mieszany a cappella (1948)
- Cyrwona rutka, melodia ludowa kurpiowska na chór mieszany a cappella (1948)
- Dwie pieśni kurpiowskie na chór mieszany i kapelę ludową (1949)
- Kujawiak i Oberek [wersja I] na dziecięcy zespół instrumentalny (1949)
- Kujawiak i Oberek [wersja II] na kapelę ludową (1949)
- Wyszła na pole na chór żeński i kapelę ludową (1950)
- Piosenki kurpiowskie dla dzieci na chór unisono z towarzyszeniem fortepianu (1951)
- Melodia na skrzypce i fortepian (1951)
- Sobótka [wersja I] na chór mieszany i kapelę ludową (1952)
- Suita mazowiecka, 5 pieśni ludowych na chór mieszany a cappella (1952)
- Tryptyk na chór mieszany i orkiestrę symfoniczną (1952)
- Piosenka na fortepian (1952)
- Oberek na fortepian (1952)
- Suita dolnośląska nr 1, 5 pieśni ludowych na chór mieszany a cappella (1953)
- Suita dolnośląska nr 2, 5 pieśni ludowych na chór mieszany a cappella (1953)
- Trzy piosenki dziecięce [wersja I] na głos dziecięcy z towarzyszeniem fortepianu (1954)
- Trzy piosenki dziecięce [wersja II] na chór mieszany a cappella (1954)
- Piosenki ludowe na 2- i 3-głosowy chór dziecięcy (1954)
- Kwartet smyczkowy nr 1 (1954)
- Tańce i piosenki na dwoje skrzypiec (lub 2 grupy skrzypiec) (1955)
- Trzy preludia na fortepian (1955)
- Partita [wersja I] na orkiestrę szkolną (1957)
- Partita [wersja II] na małą orkiestrę symfoniczną (1957)
- Sinfonietta na małą orkiestrę symfoniczną (1957)
- Missa in honorem S. Vincenti na chór mieszany (głosy męskie i chłopięce) z towarzyszeniem instrumentów dętych drewnianych (lub organów) (1958)
- Wzloty na sopran z fortepianem (1958)
- Rozmowy na fortepian (1958)
- Inwencje na fortepian (1959)
- Kwartet smyczkowy nr 2 (1960)
- Mruczanki Kubusia Puchatka (zeszyt I), 11 piosenek na głos dziecięcy z fortepianem (1961)
- Mruczanki Kubusia Puchatka (zeszyt II), 11 piosenek na głos dziecięcy z fortepianem (1961)
- Stravaganza na skrzypce, klarnet, altówkę, 2 wiolonczele i 2 tom-tomy (1966)
- Kanon, łatwy utwór na fortepian (1967)
- Spotkania – Recontres, 5 utworów na organy (1968)
- Wszystko, pieśń na chór mieszany a cappella (1968)
- Pełnia, pieśń na chór mieszany a cappella (1969)
- Dwugłosy fletowe, drobne utwory na 2 flety (1969)
- Sobótka [wersja II] na chór młodzieżowy i szkolną orkiestrę symfoniczną (1975)
- Sobótka [wersja III] na chór dziecięcy i zespół instrumentalny (1977)
- Dwie piosenki kurpiowskie na chór dziecięcy i zespół szkolny (1977)
- Piosenki ludowe na chór głosów równych i zespół instrumentalny (1978)